# Caprauna
Caprauna é uma comuna italiana da região do Piemonte, província de Cuneo, com cerca de 133 habitantes. Estende-se por uma área de 10 km², tendo uma densidade populacional de 13 hab/km². Faz fronteira com Alto, Aquila di Arroscia (IM), Armo (IM), Borghetto d'Arroscia (IM), Ormea, Pieve di Teco (IM).

## Demografia
| Variação demográfica do município entre 1861 e 2011                               |
|                                                                                   |
| Fonte: Istituto Nazionale di Statistica (ISTAT) - Elaboração gráfica da Wikipedia |